# Martin Mohr
Johann Martin Mohr (* 6. Juni 1788 in Warmsroth; † 7. Mai 1865 in Ingelheim) war Abgeordneter der Frankfurter Nationalversammlung und Präsident des hessischen Landtages.

## Familie
Martin Mohr war der Sohn des Gerichtsschreibers und Landwirts Johann Martin Mohr und dessen Frau Maria Anna geborene Groffy. Martin Mohr, der katholischer Konfession war, heiratete Mathilde geborene Meyer (1803–1875).

## Leben

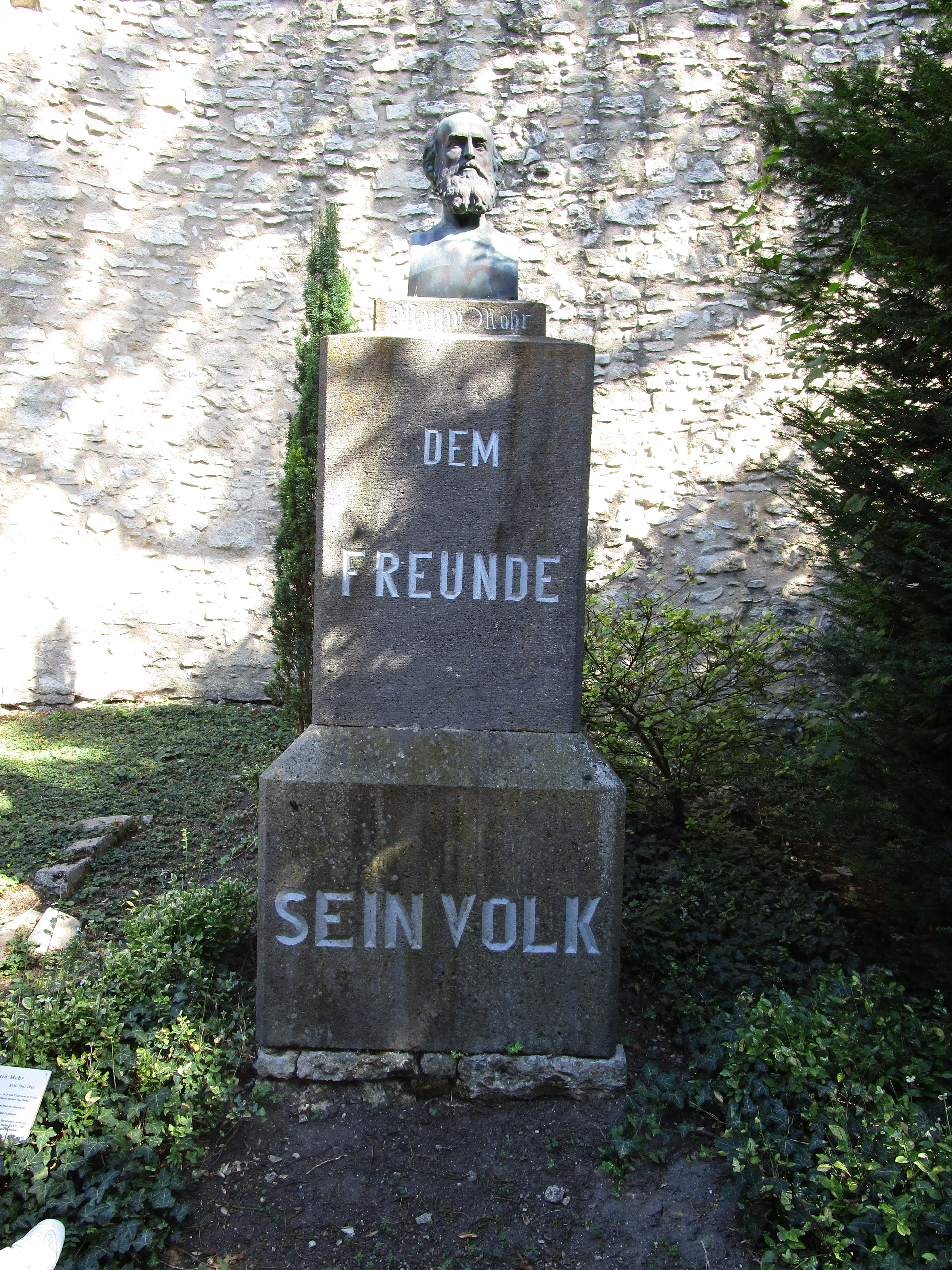
Grabmal Mohrs auf dem Friedhof der Ober-Ingelheimer Burgkirche

Mohr wuchs in einfachen, bäuerlichen Verhältnissen auf dem Hunsrück auf. Nach seiner Ausbildung zum Notariatsschreiber fand er eine Anstellung am Gericht in Stromberg. Danach diente er bis 1811 als Hauptmann in der Armee Napoléons in Spanien und Russland. In dieser Zeit kam er erstmals in Kontakt mit den Ideen der Liberté und Egalité, die sein späteres Leben entscheidend beeinflussten.
Um 1813 begann Mohr ein Studium der Rechte an den Universitäten Heidelberg und Gießen, das er mit dem Staatsexamen und der Promotion abschloss. In Heidelberg wurde er Mitglied des Corps Hassia. Nach dem Studium war er im Justizdienst des Großherzogtums Hessen-Darmstadt tätig. 1820 wurde er Richter am Friedensgericht Nieder-Olm. Ab 1821 war er Zweiter Substitut beim Staatsprokurator am Kreisgericht Mainz und ab 1824 wirklicher Oberfinanzrat und Fiskalanwalt der Provinz Rheinhessen. 1829 wurde er zum Vizepräsidenten des Mainzer Kreisgerichts ernannt. 
1833 geriet Mohr in Konflikt mit der Landesregierung. Als überzeugter Gegner der Restauration ließ er eine Regierungsverordnung für nicht verfassungskonform erklären und wurde daraufhin amtsenthoben und in den Ruhestand versetzt.
Ab 1834 ließ er sich in Ober-Ingelheim nieder, wo er bald zu einem der führenden Köpfe der liberalen Bürgerschaft wurde. Gemeinsam mit anderen war er 1846 maßgeblich für die Gründung der Ober-Ingelheimer Casino-Gesellschaft verantwortlich, eines Zirkels, der sich zum politischen Gedankenaustausch traf. In den Zeiten der Märzrevolution war Mohr Mitglied des Vorparlaments und wurde danach zum Mitglied in der Frankfurter Nationalversammlung gewählt. Er war Mitglied des Prioritäts- und Petitionsausschusses und gehörte zu der Äußersten Linken. Gemeinsam mit Robert Blum gründete er die Donnersberg-Fraktion. Nach der Vertreibung des Parlamentes war er Mitglied des Rumpfparlaments in Stuttgart und wurde deshalb in Mainz verhaftet, aber freigesprochen.
1849 bis 1856 wurde Mohr für den Wahlbezirk Rheinhessen 5/Nieder-Olm-Bretzenheim und später erneut 1862 bis 1865 für den Wahlbezirk Rheinhessen 3/Ober-Ingelheim in die Zweite Kammer der Landstände gewählt. 1850 stand er der zweiten Kammer des 13. Landtags als Parlamentspräsident vor. Er wurde in der zweiten Sitzung des 13. Landtags am 11. September 1850 im zweiten Wahlgang mit 40 von 44 abgegebenen Stimmen gewählt. Bereits wenige Wochen später bei der 13. Sitzung am 27. September 1850 wurde der Landtag vom Großherzog Ludwig III. wieder aufgelöst, so dass Mohrs Präsidialzeit nur 17 Tage dauerte. Grund der Auflösung war, dass die zweite Kammer einer weiteren, siebten Verlängerung des Finanzgesetzes vor Vorlage eines ordentlichen Budgets und einer Rechnungslegung durch die Regierung nicht zustimmte.
Auf seine Initiative ging maßgeblich die Gründung einer freireligiösen Gemeinde in Ingelheim zurück. Als Mohr 1865 starb, wurde er unter großer Anteilnahme der Bevölkerung auf dem Friedhof der Burgkirche in Ober-Ingelheim bestattet.
Eine Straße sowie eine Grundschule (Präsident-Mohr-Schule) im Stadtteil Ober-Ingelheim tragen seinen Namen. Sein Grab wird seit 2005 von der Stadt Ingelheim am Rhein unter Beteiligung der Präsident-Mohr-Grundschule als Ehrengrab gepflegt.